# Sanfrid Söderqvist
Per Johan Sanfrid Söderqvist (ur. 17 października 1902, zm. 3 kwietnia 1991) – szwedzki zapaśnik walczący w obu stylach. Zdobył cztery medale na mistrzostwach Europy w latach 1929-1931 roku. 
Mistrz kraju w 1925, 1928, 1929 i 1932 roku.